# 真田風雲録
『真田風雲録』（さなだふううんろく）は、福田善之の戯曲および、その映画化作品である1963年公開の日本映画。本項では主に映画作品について記述する。
戯曲は劇団三期会などによって1962年に初演された。真田十勇士を題材にした、全編にミュージカルやレビューのシーン、現代語によるセリフ回しを盛り込んだ異色のアクション時代劇である。シナリオは『福田善之作品集 真田風雲録他』（三一書房、1963年）に収録。同年の第8回岸田戯曲賞の候補作となったが、受賞を逃した。原健太郎は「本作は1961年12月に日本で公開されたミュージカル映画の記念碑的作品『ウエスト・サイド物語』に刺激された作品の一つ」と論じている。
同年のうちに東映京都撮影所によって製作が開始され、翌年公開された。フォーマットは富士フイルムカラー、画面アスペクト比はシネマスコープ（2:35:1）、映倫番号は13145。加藤泰監督、中村錦之助（のちの萬屋錦之介）主演。加藤泰監督作品中でも極北に位置する異色作と評される。
封切り時は興行的に振るわなかったものの、数年を経て、若者の間で自主上映されるなど評判を呼び、熱狂的な人気を得るにいたった（後述）。
封切り時の同時上映作品は『恋は神代の昔から』（主演：畠山みどり、監督：伊賀山正光、脚本：宮川一郎・山村英司。畠山の同名曲の映画化）。

## ストーリー
1600年（慶長5年）。戦乱のために親を失った4人の少年少女（六、清次、伊三、お霧）は浮浪の果てに関ヶ原にたどり着き、そこで敗残兵の十蔵、甚八、そして超能力を持つ少年・佐助と知り合って仲よくなる。佐助は生国の信州で赤ん坊のときに隕石の放射線を浴びたことで不思議な力を授かったと話し、やがて姿を消す。残りの6人は力を合わせて生きていくことに決める。
十数年後。成長した6人は東海道で、南蛮の楽器・ギタルを手に徳川政権を批判する歌を弾き語る男・鎌之助と知り合う。鎌之助は「大坂で豊臣方が戦のために日本中の浪人を集めている。恩給がたっぷりと出るそうだ」と6人に教える。6人は鎌之助とともに大坂へ向かうことを決める。そんな7人の前に、成長した佐助も姿を現す。
大坂城の兵士受付所では、百姓たちが押し寄せ、徴募の対象となっていないことに不満の声を上げていた。佐助ら8人のほとんども百姓身分であったため、城の警護兵たちと小競り合いとなり、やがて佐助を除く7人が逮捕される。城内に縛られた7人と、救出に来た佐助の前に、真田幸村とその側近・小助が現れる。幸村は自身の独立部隊を編成するため、身分を問わず闘志のある若者を求めていた。しかし幸村の態度はどこか醒めていた。城内を抜け出た幸村と9人のもとに、隠密活動中だった幸村のもうひとりの側近・望月が現れ、幸村に、豊臣方の武将は比較的少数に終わる、との旨を報告する。幸村は「この戦いには勝ち目がない。みなが自分の目的のために戦うだけなのだ」と告げる。8人はそれでも指導者・豊臣秀頼の若さや、豊臣方に有力大名がいないことによる政権の平等性に期待して誘いに応じ、「どうせ死ぬならカッコよく死にたい」と歌いながら、幸村の部隊に加わる。
1614年（慶長19年）10月。大坂城は徳川方の各大名に完全に包囲された（大坂冬の陣）。大坂城内は籠城によって徳川方との講和を引き出そうとする大野道犬らの派閥と、先制攻撃をかけ、徹底的に進軍を図ろうとする木村重成・後藤又兵衛らの派閥に分裂し、議論がまとまらないでいた。幸村は自身の隊による奇襲作戦と、大坂城近辺の防衛との二段構えをとる折衷案を提案し、紛糾は回避されるかに思われたが、道犬の子で議長役の大野修理により幸村案は却下される。幸村は「みな、はじめから戦う気などないのだろう」とつぶやく。
幸村隊は独断での作戦遂行を決める（真田丸の戦い）。佐助の超能力により、大坂城を包囲していた多くの部隊が総崩れとなったが、徳川方忍者部隊隊長の服部半蔵が佐助の前に立ちはだかる。半蔵も佐助同様の超能力者だった。佐助は手傷を負い、なんとか撤退する。初めて自分の超能力が簡単に通じない相手に巡り合った佐助は、半蔵と戦うことに喜びを感じていた。
作戦は一定の効果をあげたものの、会議の決定にそむいた幸村隊には恩給停止という制裁が下され、幸村は城内で強い権力を持つ大野父子に冷遇されるようになる。また、又兵衛隊が白昼に前線を正面突破する愚策を遂行したために、徳川方の陣形がかえって強固になり、幸村隊の奇襲作戦は水泡に帰してしまった。その後戦線は膠着状態となり、たびたび和議が開かれるようになる。民衆はこの様子を冷淡にながめ、「八百長」と噂するようになっていた。民衆の不満や兵士の鬱憤は、夜ごとに行われる「心身健康活動的舞踊大会」で晴らすよりほかなかった。ある「舞踊大会」の夜、半蔵は大坂城へ出向き、織田有楽斎に講和の条件として、城の外堀を埋めることを要求する。講和派の有楽斎は即座に条件を飲む。半蔵は講和文書をその場で焼き捨てる。
幸村隊はふたたび無断での奇襲作戦を実行する。講和派の大野修理配下の鉄砲隊があとに続いたが、実は鉄砲隊は主戦派の幸村隊を暗殺する命を受けていた。暗殺部隊と徳川方の挟み撃ちになった幸村隊のうち、六、十蔵、小助が戦死する。お霧も重傷を負い、佐助との子供を流産する。生き残った幸村は、反乱指揮者として重成・又兵衛の部隊に逮捕され、入牢する。修理の企みを知った佐助は大坂城へ向かい、刀を突きつけてテレパシーで修理の心を読むが、修理の心の中から「徳川方と最も戦いたかったのはこの私だ。私はまとめ役だが、民衆が勝手に立ち上がり、事態がまとまらなければどれほどよかったか」と返され、困惑する。
1615年（元和元年）春。突如大坂城の内堀が徳川方により埋め立てられ始めた。前年の講和条件では、外堀だけを埋める約束だったが、条件を詳述した講和文書が焼却されたために、堀に関する扱いが口約束になっていて、異議申し立ては不可能だった。当時の窓口だった有楽斎はすでに行方をくらませていた。街を歩く佐助は、大坂の民衆たちの心が徳川方に傾きつつあることをテレパシーで知る。佐助たちは多くの兵士を集めて修理のもとへ出向き、「今度こそ自分たちのための戦をやろう」と訴える。修理は幸村を釈放し、部隊の再編成を認める。
4月になり、戦闘が再開された（大坂夏の陣）。塙団右衛門、後藤又兵衛、木村重成が相次いで戦死し、天王寺合戦で幸村隊も、佐助とお霧を残して全滅する。大坂城には火が放たれ、千姫のみ、お霧によって救出される。お霧は戦いの混乱の中で佐助と離れ離れとなり、千姫や、彼女を迎えに来た徳川方の坂崎出羽守とともに江戸へ向かうことを決める。
実は、佐助は姿を消してお霧が旅立つところを見ていた。人の心が読める佐助は、惚れ合ったお霧の心がすべてわかることに疲れ、そんな自分はいずれ嫌われるだろうと恐れ、別れを選んだのだった。半蔵も姿を消してその場にいた。半蔵は佐助に「決着をつけよう。もう俺たちには、ほかにすることがないだろう?」と告げ、刀を抜く。一瞬の間があり、ふたりは倒れる。死んだのは半蔵だった。佐助は立ち上がり、無人の荒野をさまよい歩き始める。

## キャスト
- はなれ猿の佐助（十勇士）：中村錦之助
- かわうその六（十勇士）：ジェリー藤尾
- 由利鎌之助（十勇士）：ミッキー・カーチス
- むささびのお霧（十勇士）：渡辺美佐子
- 千姫：本間千代子
- 真田佐衛門佐幸村：千秋実
- 穴山小助（十勇士）：河原崎長一郎
- 豊臣秀頼：水木襄
- 木村長門守重成：大村文武
- 淀君：花柳小菊
- 大野修理亮治長：佐藤慶
- 服部半蔵：原田甲子郎[10]
- 坂崎出羽守：田中邦衛
- 後藤又兵衛基次：阿部九州男
- 大野道犬：小川虎之助
- 筧十蔵（十勇士）：春日俊二
- どもりの伊三（十勇士）：常田富士男
- 根津甚八（十勇士）：米倉斉加年
- 望月六郎（十勇士）：岡村春彦[11]
- ずく入の清次（十勇士）：大前鈞
- 織田有楽斎：明石潮
- はなれ猿の佐助（少年時代）：住田知仁
- 岡田由起子
- 桜井基男
- 山村公男
- 木村英世
- 安中滋
- 西本雄司
- 浪人A：中村時之介
- 使い番：中村錦司
- 老爺：片岡半藏
- 遠山金次郎
- 落武者風の盗賊：木南兵介
- 塙団右衛門直之：鈴木金哉
- 受付の侍：大里健太郎
- 武士：林彰太郎
- 東軍の武者一：阿波地大輔
- 応募の若者A：島田兵庫
- 川っぷちの武将：汐路章
- 豊臣方の武将：那須伸太朗
- 浪人B：島田秀雄
- 徳川方の使者：原京市
- 唐沢民賢
- 豊臣方の武将：藤川弘
- 百姓A：五里兵太郎
- 鉄砲隊長：有川正治
- 豊臣方の使者：若井緑郎
- 又兵衛の部下：小山田良樹
- 重成の老臣：矢奈木邦二郎
- 陣屋Aの番兵：戸塚新八
- 陣屋Aの将兵：藤本秀夫
- 陣屋Dの将兵：利根川弘
- 徳川方の武将：晴賀俊介
- 警固の武士：江木健二
- 浪人C：土橋勇
- 高橋利夫
- 薄田隼人正兼相：田中亮三
- 鶴岡淳一
- 東軍の武者三：松田利夫
- 宍戸邦博
- 豊川浩二郎
- 結城哲夫
- 岩尾正隆
- 老婆：岡嶋艶子
- 笹みゆき
- 高橋漣
- 菊村光恵
- 勝山まゆみ
- 奥井清美
- 岡村佐代子
- 全日本芸術舞踊協会関西ブロック
  - 徳川方忍者隊：江口音也バレエ団 ※クレジットなし

## スタッフ
- 監督：加藤泰
- 原作：福田善之（三一書房刊）
- 脚本：福田善之、小野竜之助、神波史男
- 企画：小川貴也、翁長孝雄
- 撮影：古谷伸
- 照明：井上義一
- 録音：中山茂二
- 美術：井川徳道
- 音楽：林光
- 振付：関矢幸雄
- 色彩考証：重達夫
- 編集：宮本信太郎
- 助監督：鈴木則文
- 記録：田中美佐江
- 装置：木津博
- 装飾：宮川俊夫
- 美粧：林政信
- 結髪：桜井文子
- 衣裳：三上剛
- 擬斗：足立伶二郎
- 進行主任：並河正夫
- 主題歌：ジェリー藤尾『真田隊軍歌』『あなたなんだかおしえてよ』(作詞：福田善之、作曲：林光)（東芝レコード）

## 製作

### 企画
当初予定された監督だった沢島忠が「企画は主演の中村錦之助（萬屋錦之介）さんで、福田さんの舞台を観に行った錦之介さんが気に入り（親友である）自分とのコンビを想定して会社に企画を提出した」と話している。一方で、共同脚本の神波史男は「俺が『真田風雲録』の舞台を見て、面白いってわいわい騒ぎだして（本作のチーフ助監督）鈴木則文と一緒に企画部長に、真田十勇士が活躍する講談話をミュージカル仕立てにしていると上手く話し、企画を通した」と話している。

### 監督
監督に決まった沢島は、神波史男が書いた脚本の初稿を見て「この脚本、もろた!」と言った。その後神波は脚本の裏に現代日本の安保闘争のモチーフを隠したが、このことで原作者で共同脚本の福田善之が「グズグズ言い出し」、一方沢島も政治的匂いのするものに興味がなく、「脚本も長いので二部構成にしたい」と提案したことで、やがて福田と沢島が衝突、そのすえに沢島は降板、監督が加藤泰に交代した。
会社から半ば強引にチーフ助監督に就けられた鈴木則文は「加藤さんという人は、権力に対しては何か言い続けたいというものを持っている人だから監督を引き受けた。ただ、加藤さんだとどうしても重くなってしまうので、沢島さんのように軽快なフットワークでいった方がいい内容になりそうだと思っていた」と話している。

### 撮影
最初は1963年の正月映画を予定していたが、前述の監督交代トラブルでクランクインが遅れた。加藤が監督を引き受けたのが1962年12月半ば。製作主任を引き受けてくれる人物がいなかったが、最終的に並河正夫が引き受け、1963年2月28日にクランクインした。加藤が撮影を「ネバリにネバリ」、1963年5月に入っても撮影を続け、当時のプログラムピクチャーとしては異例の長期間のために撮影現場は大混乱となった。
試写後、京都撮影所所長・高橋勇が「これは左翼の映画だ」「大坂冬の陣をカットせよ」とスタッフに迫ったが、チーフ助監督の鈴木が大詭弁で高橋を言いくるめカットを免れた。

## 作品の評価

### 興行成績
当時、加藤の監督作は「当たらない」という定評があり、そのとおりに「お客が『分からない』とキョトンとなり」、公開は6日間で打ち切られ、東映始まって以来の不入りを記録し興行は大惨敗となった。脚本の神波史男は1972年の『女囚701号/さそり』の大ヒットを生むまで「岡田茂東映社長から顔を会わせる度、『真田風雲録』みたいなもん作りやがって、大赤字や、といわれ続けた」と話している。
本作で原作の福田善之が中村錦之介と親しくなり、次は自身原作の戯曲『オッペケペ』を「中村嘉葎雄主演でやろう」と言い出した。錦之介の兄・小川三喜雄をプロデューサーに、監督には当時社会派監督として売り出し中の深作欣二が抜擢され、深作は『誇り高き挑戦』の次作を予定していた。脚本は本作と同じ、小野竜之助と神波史男だったが、神波は本作がコケていたからやばいな、と思っていたが、ともかく題名が『オッペケペ』では企画は通らないとだろうと『後家殺しオッペケ野郎』の題名で会社に提出したら、やっぱり岡田茂に一発で却下された。東映東京撮影所に『おっぺけ野郎 ダイナマイト騒動記』という題名で未製作映画脚本として所蔵があるという。

### 評論
公開当時は評論家筋にも一部を除いて無視され、「正に呪われた映画」といわれた。このまま忘れ去られていくかに思われたが、公開から6、7年経ってから、「凄い映画だ、こんな面白い映画は観たことがない」と若者が熱狂し、各地の大学祭や自主上映会で上映され、若者対象の人気映画ランキングに常にランク入りされるようになった。
60年安保闘争の前線を担った全学連などに代表される若者たち「抵抗勢力の戦いと挫折」の政治的色彩濃い姿が、形を変えてミュージカル喜劇仕立ての戦国ドラマに投影されていたことに対し、半世代あとの学生たち（全共闘世代）が好奇心や共感を抱いたことが理由であった。
山本明は『広告批評』1980年7月号で「意識的パロディがつぎつぎに現れる名映画であった」と評している。
原健太郎は「戦前の『鴛鴦歌合戦』に負けず劣らずの、時代劇ミュージカル映画の傑作」」と評している。
井筒和幸は「メチャクチャ面白い。傑作です。今で言えば"インディ・ジョーンズ"です」と評している。

#### 女忍者（くノ一）スタイルの原型?
春日太一は「本作で渡辺美佐子扮する霧隠才蔵は"戦う女忍者像"が初めて可視化されたキャラクターでもある」と論じている。敵と格闘するような場面はないが、渡辺扮する霧隠才蔵が、猿飛佐助（中村錦之助）を幼い時に一目ぼれして以降も一途に思い続け、それが成就し後半、佐助の子を身籠るという設定で、尋常ではない色気を放つ。この渡辺の女忍者（くノ一）のビジュアルが、ミニスカート風の着物で、網タイツ風のものを履いており（靴は皮のようなブーツ風）、春日は「本作でポニーテールに網タイツ姿の女忍者(くノ一)が初登場。まさにこの時期は『忍者革命』と言ってよく、現在に至るイメチェンの基盤が形成される」と論じている。渡辺は舞台版でも同じ役をやっており、舞台版の際に「霧隠才蔵が女になったら一体どういう格好をするんだろうと思っていました。色っぽい話もあるし、戦の話もあるので。すると千田先生（舞台演出の千田是也）が『美佐子の役はこれだよ』と、ご自分でデッサンなさった絵を持ってこられたんです。それが、下は網タイツにショートパンツ、上は半分着物で腕は網、それで髪はポニーテール。なるほど、こういう格好なら通用すると思いました。その格好が受けまして、それ以来、女の忍びの者というとみんな網タイツにポニーテールになったんですよ」と証言している。

## 映像ソフト
- 1996年12月13日に東映ビデオからVHSソフト化されたが廃盤、2016年10月5日より東映ビデオからDVDが発売されている。